# Mastoplàstia
La mamoplàstia o mastoplàstia es refereix a un grup de procediments quirúrgics, l'objectiu dels quals és remodelar o modificar l'aparença del pit.
Hi ha dos tipus principals de mastoplàstia:
- La mastoplàstia d'augment es realitza habitualment per augmentar la mida, canviar la forma i/o alterar la textura dels pits. Això sol implicar la implantació quirúrgica de dispositius d'implantació mamària.
- La mastoplàstia de reducció es realitza habitualment per reduir la mida, canviar la forma i/o alterar la textura dels pits. Això implica l'eliminació del teixit mamari.

Si bé també es consideren procediments de mastoplàstia:
- La mastopèxia, pels pits caiguts.
- La reconstrucció mamària, després d'una tumorectomia o una mastectomia.